# 오목위결절
오목위결절(supraglenoid tubercle)은 위팔두갈래근의 긴갈래(long head)가 시작되는 어깨뼈(scapula)의 부분이다. 오목위결절은 부리돌기(coracoid process) 밑부분 근처의 접시오목(glenoid cavity) 위의 작고, 거친 돌출부이다. supraglenoid라는 용어는 위라는 뜻의 라틴어 supra와 구멍(socket) 또는 빈 공간(cavity)이라는 뜻의 라틴어 glenoid가 합쳐져서 만들어졌다.

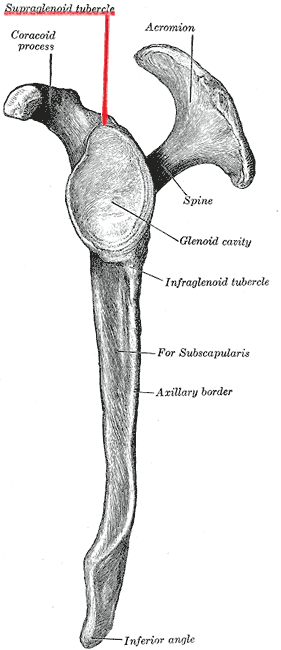

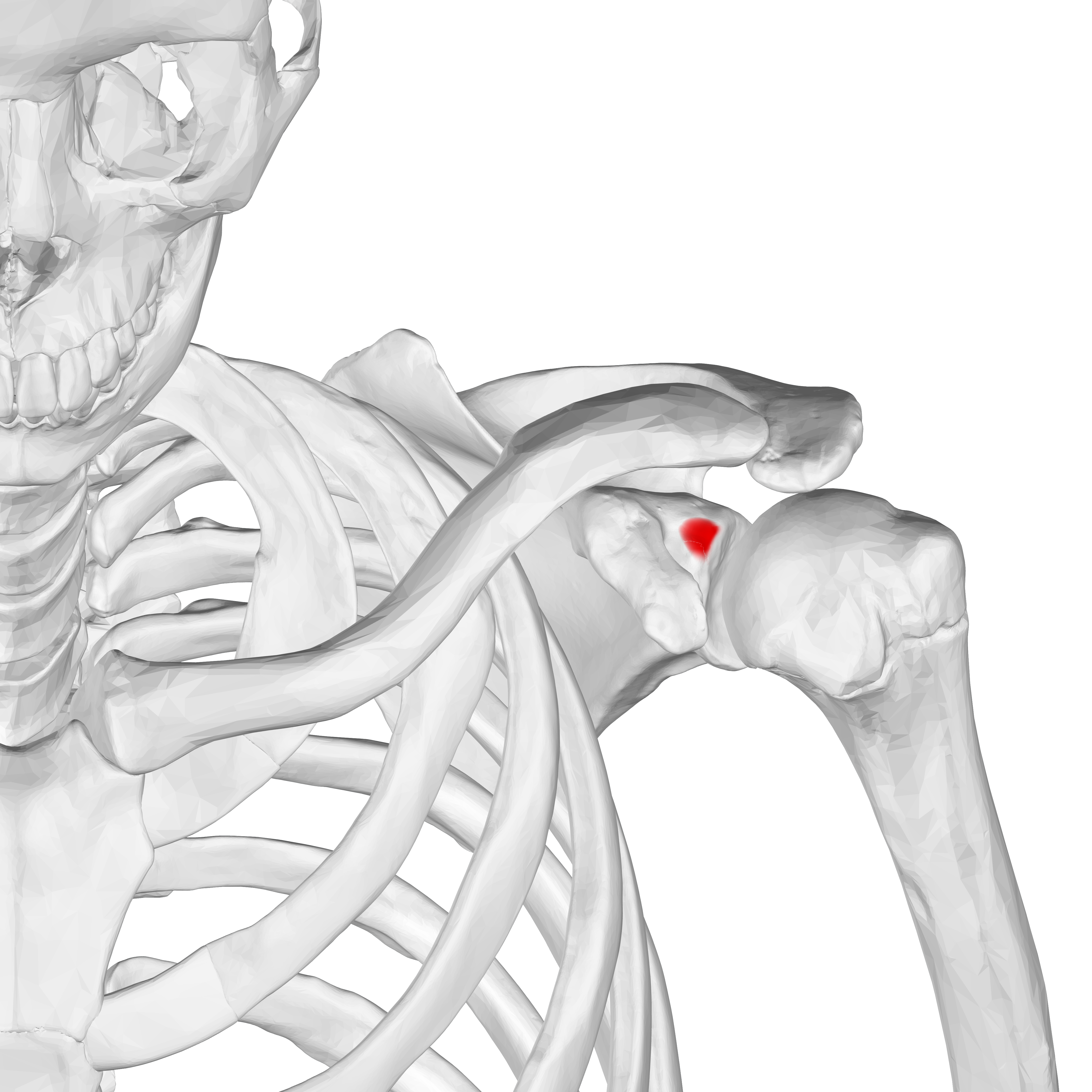

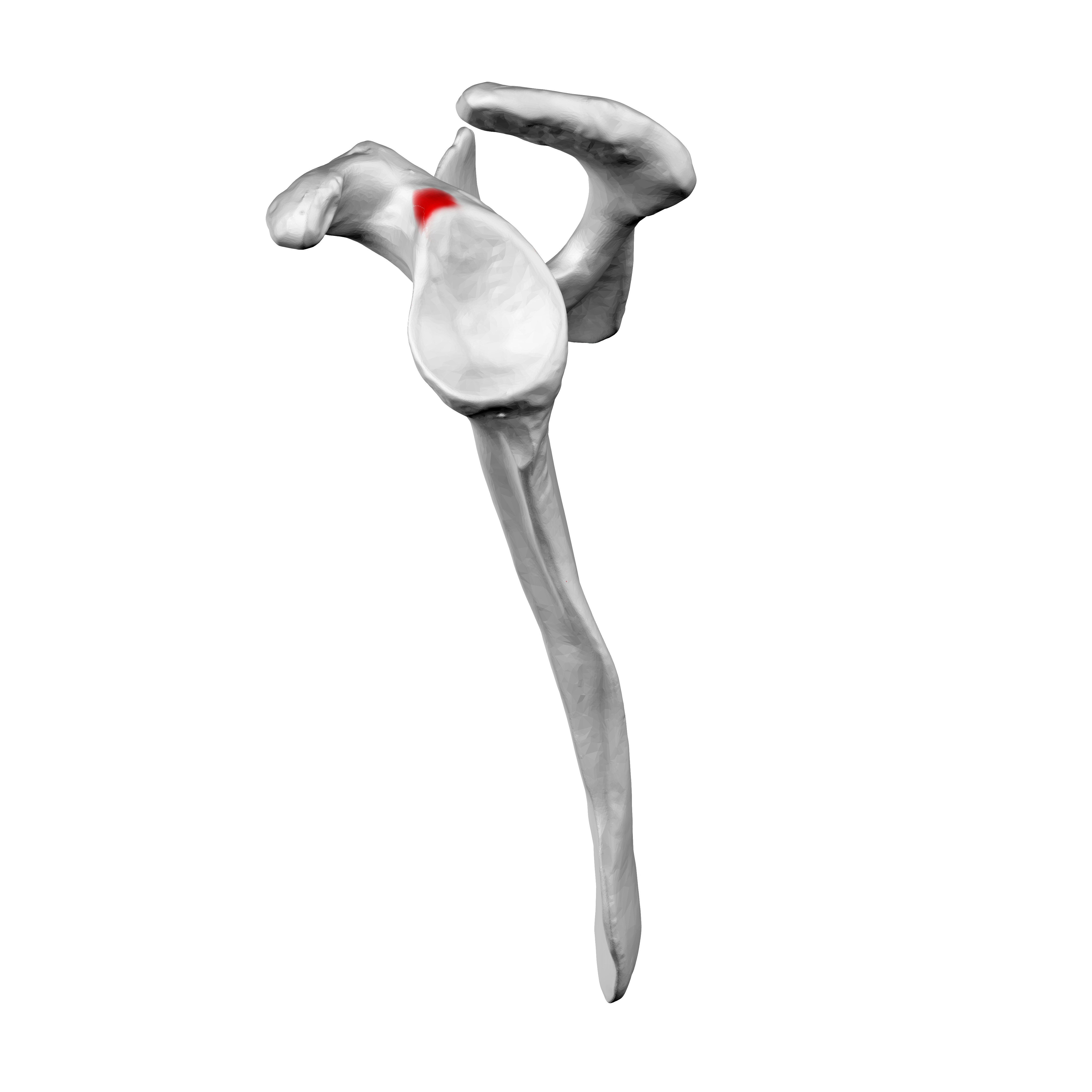

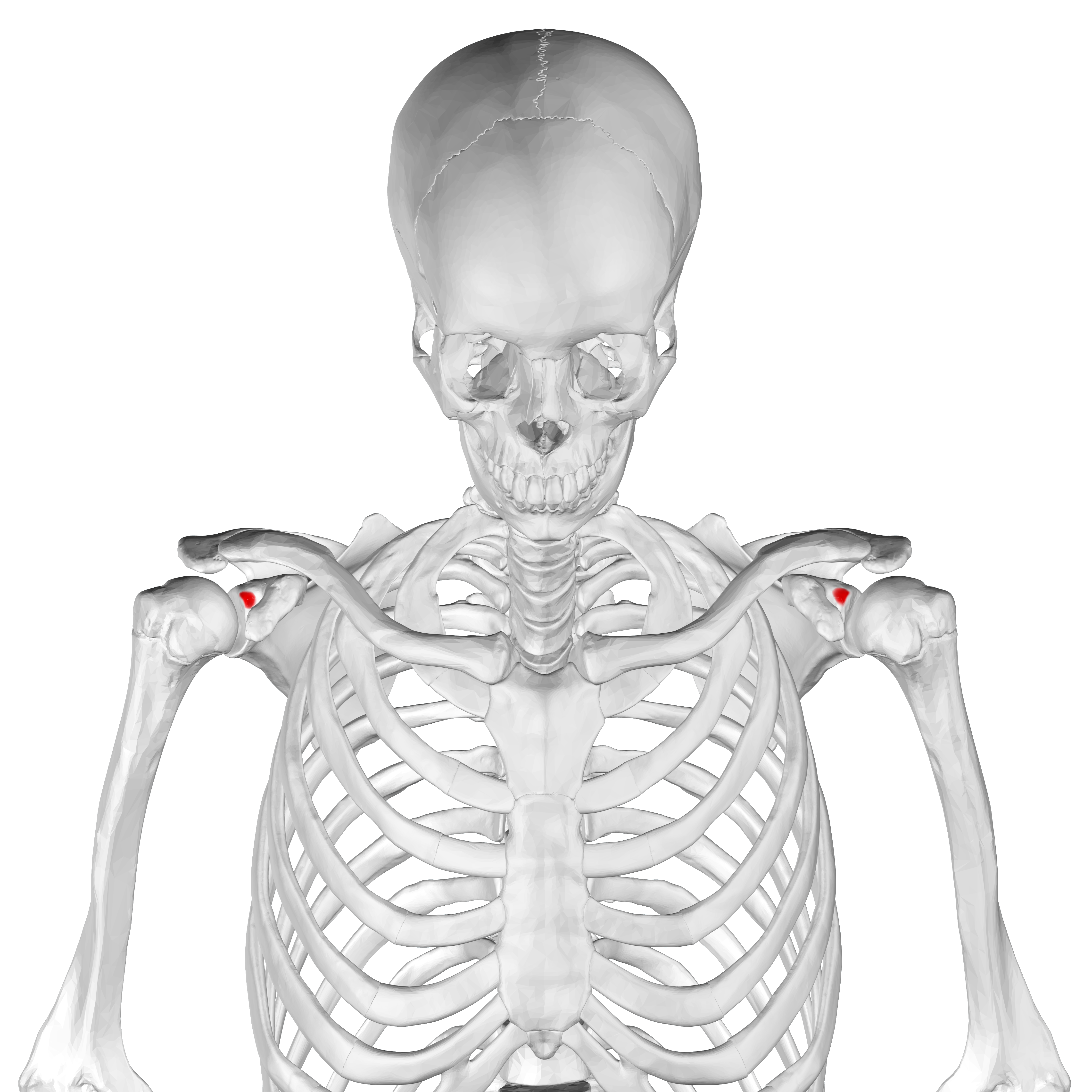